# Pierre Casimir Kiepe
Pierre Casimir Kiepe (Koetaradjah, 8 augustus 1914 - Londen, 26 juli 1991) was een Nederlands militair, in dienst bij de Koninklijke Marine.

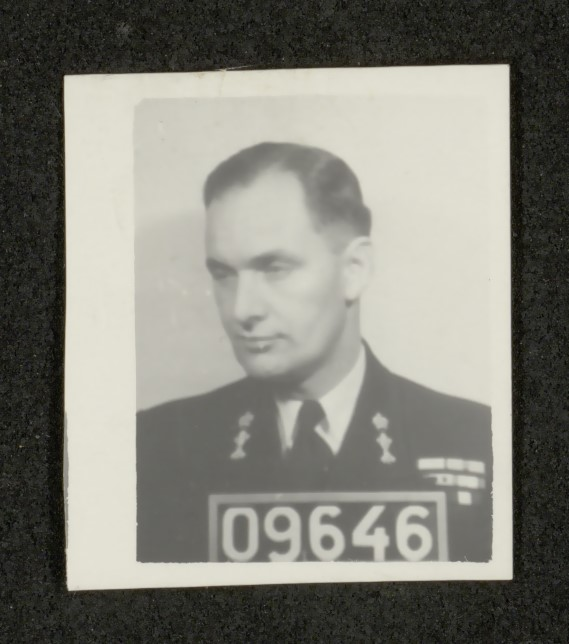
Pierre Casimir Kiepe in uniform, archief Nederlandse Marine

Pim Kiepe werd in Atjeh geboren. Hij werd beroepsmilitair. Op 28 augustus 1934 werd hij beëdigd als officier van de Marine Stoomvaartdienst (OMSD.3). Twee jaar later werd hij bevorderd tot officier der 2de klasse (OMSD.2). Hij diende tijdens de Tweede Wereldoorlog bij de Onderzeebootdienst, onder meer op de Hr.Ms. O 15, die bij de Noorse kust patrouilleerde, en op de Hr.Ms. O 19 tijdens de gevechten rond Nederlands-Indië. Commandant van de O 19 was H F Bach Kolling. Op 10 januari slaagde de O 19 erin twee Japanse schepen in de Zuid-Chinese Zee te torpederen. Bach Kolling kreeg hiervoor de Bronzen Leeuw.
Op 9 januari 1945 werd de O 19 bij het eiland Bawean door een Japanse jager met dieptebommen bestookt. Ze moesten duiken. Door het optreden van Kiepe bleef de schade beperkt. Hiervoor werd hij onderscheiden met het Distinguished Service Cross.
Eind 1944 werd LtZ Drijfhout van Hooff commandant van de O 19.
Op 8 juli 1945 liep de O 19 bij laag water vast op een rif. Er werden meerder pogingen ondernomen om bij hoogwater los te komen, maar uiteindelijk werd het schip onklaar gemaakt en werd de bemanning naar Fremantle gebracht door de Amerikaanse USS Cod. Op 16 augustus 1945 werd Kiepe bevorderd tot officier der 1ste klasse (OMSD.1) en op 1 januari 1949 tot luitenant-ter-zee der 1ste klasse (LtZ.1). Kiepe en Drijfhout van Hooff zijn twee van de vier mannen van de onderzeedienst die driemaal het Bronzen Kruis kregen.
In de zomer van 2024 publiceerde zijn achterneef Patrick Bassant een podcast in drie afleveringen over Pim Kiepe, de Hr.Ms. O 15 en de Hr.Ms. O 19:
De Inktpodcast 19: Periscoop op. Opa Pim en de O19. Deel 1: de Marinekamer.
De Inktpodcast 20: Periscoop op. Opa Pim en de O19. Deel 2: Ontbijten met de fascisten.
De Inktpodcast 21: Periscoop op. Opa Pim en de O19. Deel 3: de O19 op het rif.

## Onderscheiden
- Ridder in de Orde van Oranje-Nassau (ON.5) met de Zwaarden
- Distinguished Service Cross (DSC)
- Bronzen Kruis, KB 2-3-1944/4, KB 3-7-1945/12, KB 22-8-1946/56
- Oorlogsherinneringskruis (OHK.2)
- Onderscheidingsteken voor Langdurige, Eerlijke en Trouwe Dienst (XX)